# Pericoma drepanopenis
Pericoma drepanopenis är en tvåvingeart som beskrevs av Duckhouse 1975. Pericoma drepanopenis ingår i släktet Pericoma och familjen fjärilsmyggor. Inga underarter finns listade i Catalogue of Life.